# トウツルモドキ科
トウツルモドキ科（トウツルモドキか、学名：Flagellariaceae）は単子葉植物の科。つる性の多年草で、見かけはイネ科に似ており、イネ科と同じく珪酸体を含む（ただし維管束のみ）。葉の先は巻きひげとなってからみつく。花は両性で花被と雄蕊は各6個あり、茎先に円錐花序をつける。果実は核果。
旧世界熱帯に1属4種が分布し、日本では南西諸島にトウツルモドキ（籐蔓擬、F. indica）が分布する。